# Jez Smolkov
Jez Smolkov je jez, který se nachází na řece Opava u Jezera u vesnice Smolkov, místní části Háje ve Slezsku v okrese Opava v Moravskoslezském kraji. Místo je celoročně volně přístupné.

## Další informace
Jez Smolkov je železobetonové vodní dílo s šířkou přelivu 57 m, s délkou vývařiště 11,5 m a hloubkou 0,6 m. Přelivová hrana se nachází v nadmořské výšce 225,8 m. Pro vodáky není jez sjízdný a lodě je nutno přenášet. U jezu na levém břehu Opavy začíná přírodní rezervace Koutské a Zábřežské louky. Jez je přistupný po polních cestách.

## Galerie

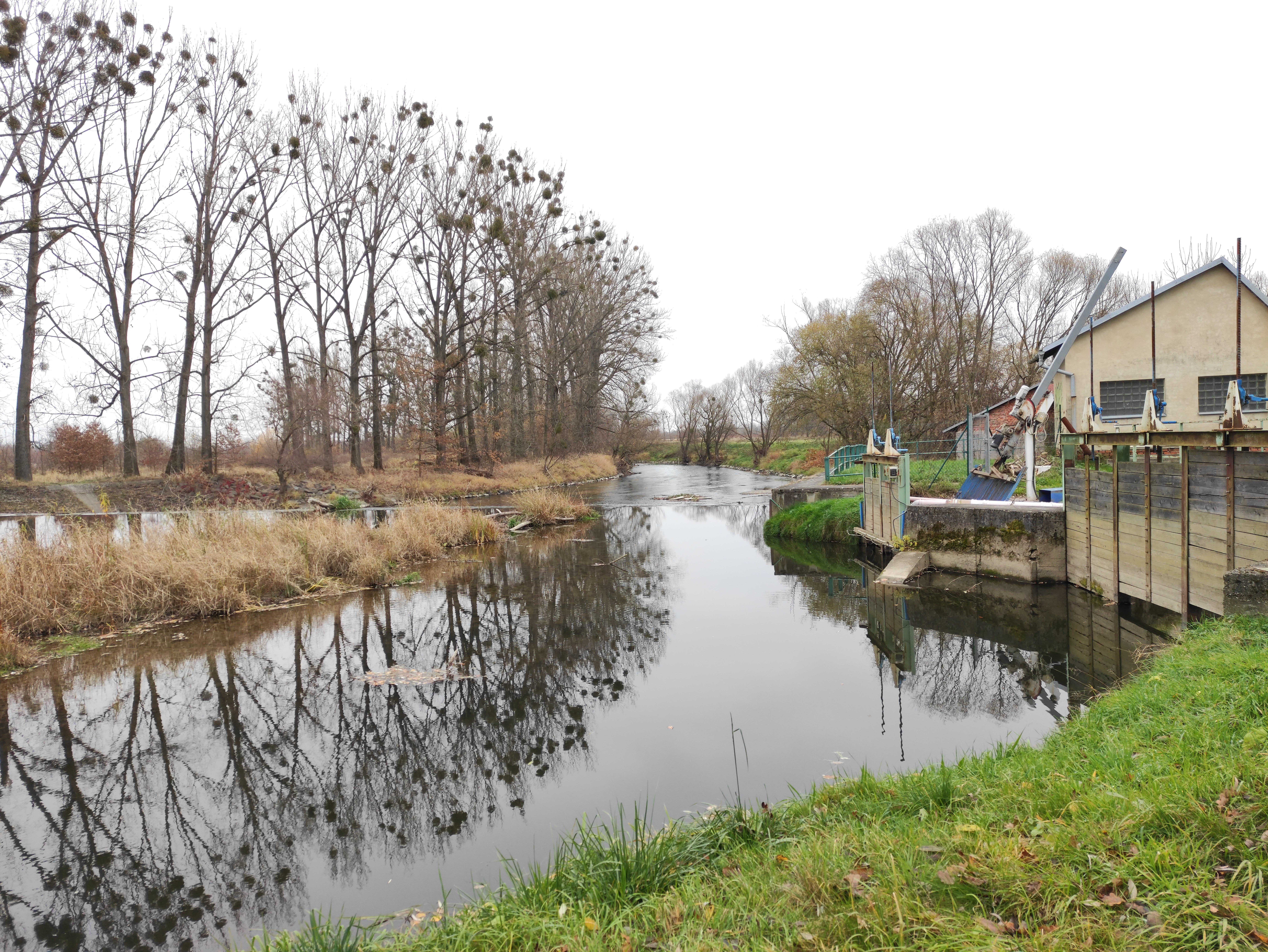